# Oli Brown
Oli Brown – brytyjski gitarzysta bluesowy oraz wokalista/tekściarz. Poza solową karierą wokalista i gitarzysta trio RavenEye.

## Życiorys
Oli Brown podpisał w styczniu 2008 r. kontrakt z niemiecką wytwórnią bluesową Ruf Records. W lipcu wydał swój debiutancki, dobrze przyjęty przez krytyków album Open Road. W 2010 r. ukazał się jego drugi album- Heads I Win Tails You Lose, wyprodukowany przez Mike’a Vernona. Brytyjski magazyn muzyczny Classic Rock ogłosił płytę numerem 3 wśród bluesowych wydawnictw 2010 roku. Według rankingu Mojo zajęła miejsce 4 w tej samej kategorii. W tym samym roku Brown zadebiutował na scenie festiwalu Glastonbury oraz zdobył nagrody dla najlepszego wokalisty i młodego artysty na rozdaniu British Blues Awards. Podczas rozdania tych samych nagród w roku 2011 uhonorowano go nagrodą dla najlepszego zespołu, a wydawnictwo Heads I Win Tails You Lose  zostało ogłoszone najlepszym albumem.
W 2011 r. Oli występował jako support Johna Mayalla na 25 koncertach w Wielkiej Brytanii. John Mayall poprosił go także o występ u swojego boku zamiast Rocky’ego Athasa, który nie mógł pojawić się na festiwalu Indonesian Blues w grudniu. Trzeci album Browna Here I am ukazał się 23 kwietnia 2012 r.  Na płycie pojawiają się – Scott Barnes (bass), Wayne Proctor (perkusja) i Joel White (klawisze) oraz gościnne Dani Wilde i Paul Jones.  Album stał się numerem jeden bluesowych list Amazonu, iTunes i HMV. W lipcu 2012 r. pojawił się na półkach sklepowych w USA. 3 czerwca 2013 r. występował przed Joem Satrianim w paryskim Grand Rex. 14 czerwca 2013 r. ukazało się jego wydawnictwo koncertowe Songs From The Road.

## RavenEye
W 2014 r. wraz z basistą Aaronem Spiersem i perkusistą Kevem Hickmanem założył zespół RavenEye. W styczniu 2015 r. zespół wydał swój pierwszy singiel – Breaking Out. Debiutancka EP – Breaking Out ukazała się 28 kwietnia 2015 r., wraz z nią zespół wypuścił również klip do tytułowego utworu. W 2016 roku po odejściu Keva Hickmana do zespołu dołączył Adam Breeze. 23 września 2016 r. RavenEye wydało swój pierwszy studyjny album – NOVA, którego producentem stał się Warren Riker. NOVA to 11 autorskich utworów utrzymanych w klimacie blues rockowym. Perkusję na płycie nagrywał gościnnie Gunnar Olsen. Pierwszym singlem promującym płytę był utwór Hero, kolejnymi Inside i Madeline, do wszystkich pojawiły się również klipy.

## Dyskografia

### Albumy solowe
- Open Road (2008) Ruf Records – RUF 1139
- Heads I Win, Tails You Lose (2010) Ruf Records – RUF 1160
- Here I Am (2012) Ruf Records – RUF 1178
- Songs From The Road (2013) Ruf Records

### RavenEye
- Breaking Out (2015) EP
- NOVA (2016)